# NGC 1304
NGC 1304 est une galaxie lenticulaire située dans la constellation de l'Éridan. NGC 1304 a été découverte par l'astronome germano-britannique William Herschel en 1785. Cette galaxie a aussi été observée par l'astronome américain Francis Leavenworth en 1886 et elle a été ajoutée au catalogue NGC sous la désignation NGC 1307.

## Caractéristiques
Sa vitesse par rapport au fond diffus cosmologique est de  3 804 ± 26 km/s, ce qui correspond à une distance de Hubble de 56,1 ± 4,0 Mpc (∼183 millions d'al).
À ce jour, une mesure non basée sur le décalage vers le rouge (redshift) donne une distance d'environ 59,800 Mpc (∼195 millions d'al). Cette valeur est à l'intérieur des valeurs de la distance de Hubble.